# Aldhun
Aldhun ou Ealdhun est un prélat anglo-saxon né vers 959 et mort en 1018. Il est le dernier évêque de Lindisfarne et le premier évêque de Durham.

## Biographie
Depuis la fin du IXe siècle, le siège de Lindisfarne est basé à Chester-le-Street, en raison des attaques fréquentes des Danois. En 994, le roi Æthelred le Malavisé paie un danegeld aux rois Sven de Danemark et Olaf de Norvège en échange de la paix. S'ensuit une période sans offensives des Vikings, ce qui encourage Aldhun à ramener les restes de saint Cuthbert à Lindisfarne, et d'y réinstaller le siège de l'évêché.
Toutefois, en route vers Lindisfarne (995), Aldhun affirme avoir reçu une vision de saint Cuthbert, lui indiquant que les restes du saint doivent être transférés à Durham. Il se dirige alors vers cette ville, et le titre d'évêque de Lindisfarne devient celui d'évêque de Durham. Siméon de Durham, la source principale pour cet événement, indique qu'Uchtred le Hardi aide les moines à faire place nette pour la nouvelle cathédrale, qui est consacrée en 998.
Aldhun est évêque pendant 24 ans, ce qui place sa mort en 1018 ou 1019. Il serait mort d'une attaque due à la défaite des Northumbriens face aux Écossais à Carham.
Sa fille Ecgfrida épouse en premières noces Uchtred le Hardi, comte de Northumbrie de 1006 à 1016, probablement vers l'époque où son père participe au déplacement de l'évêché à Durham. Leur fils Ealdred est le grand-père du comte Waltheof de Northumbrie. Après sa répudiation, Ecgfrida épouse un thegn nommé Kilvert.